# Mediaset Italia
Mediaset Italia est une chaîne de télévision internationale d'origine italienne appartenant à MediaForEurope lancée en 2009 ayant pour but de rejoindre les communautés italiennes partout au monde et diffuse principalement les émissions originales de Canale 5, Italia 1 et Rete 4.
Elle est distribuée en Europe, Afrique, Asie, Océanie, Amérique du Sud, Amérique centrale, aux États-Unis via Dish Network et a une déclinaison canadienne.

## Canada
Mediaset Italia Canada est une chaîne de télévision spécialisée de catégorie B appartenant à TLN Media Group (Joseph Vitale (28 %), R. Di Battista Investments (24 %), I.P. Rosati Holdings (24 %) et Aldo Di Felice (24 %). Elle diffuse la programmation de Mediaset Italia et insère des publicités canadiennes ainsi que quelques émissions canadiennes afin de remplir ses conditions de licence.
Après avoir obtenu une licence auprès du CRTC en 2006 pour le service Italian Entertainment TV, Telelatino Network a lancé le service sous le nom de Mediaset Italia en juin 2010. Elle est distribuée chez Rogers Cable, Bell et Vidéotron.